# Багджълар
„Багджълар“ (на турски: Bağcılar) е община и околия на град Истанбул, Турция. Разположена е в Европейската част на Турция. Общата ѝ площ е 22 км2. Според данни на Адресната система за регистриране на населението (ABPRS) към 2024 г. населението на „Багджълар“ е 713 594 жители.

## Квартали
Околията е съставена от 22 квартала:
- „15 юли“
- „Баглар“
- „Барбарос“
- „Век“
- „Гьозтепе“
- „Гюнешли“
- „Демиркапъ“
- „Иньоню“
- „Йени махала“
- „Йенигюн“
- „Йълдъзтепе“
- „Кемалпаша“
- „Киразлъ“
- „Кязим Карабекир“
- „Махмутбей“
- „Санджактепе“
- „Фатих“
- „Февзи Чакмак“
- „Хюриет“
- „Център“
- „Чънар“
- „Явуз Селим“